# Robert Kelleher
Pour les articles homonymes, voir Kelleher.
Robert J. Kelleher, né le 5 mars 1913 à New York et mort le 20 juin 2012 à Los Angeles, est dirigeant de tennis, président de la Fédération de tennis des États-Unis et Juge fédéral américain. Il étudia au Williams College en 1935, où il fut membre du Delta Kappa Epsilon, et à la Faculté de droit de Harvard en 1938. Il était avant sa mort juge à la cour fédérale de district de Los Angeles.
Kelleher fut champion de double Intercollegiate de Nouvelle-Angleterre en 1933 et remporta le double de l'Est Collegiate la même année. Il a remporté le championnat de double mixte canadien en 1947 avec sa femme Gracyn Wheeler. Kelleher a été capitaine de l'Équipe des États-Unis de Coupe Davis en 1962 et 1963, année où il remporte la Coupe et a été trois fois champion de double de l'US Hard Court.
En tant que président de la Fédération américaine de tennis (USLTA) en 1967 et 1968, Kelleher contribué à inaugurer l'ère Open en 1968. Avant sa présidence, de grands tournois de tennis ont été fermés aux joueurs professionnels car les prize money n'étaient pas distribués. Kelleher a contribué à modifier ce système, permettant ainsi à quiconque de jouer et de réclamer des gains légitimes dans les tournois. Il a également participé activement aux activités de l'Association de Tennis de la Californie du sud[réf. nécessaire].
Il est membre du International Tennis Hall of Fame depuis 2000.